# Vilaietul Constantinopol
Vilaietul Constantinopol sau Istanbul (în turcă Vilâyet-i İstanbul, transliterat: ) a fost o diviziune administrativă de prim nivel (vilaiet) a Imperiului Otoman, cuprinzând capitala imperială, Constantinopol (Istanbul).

## Istorie
Vilaietul avea o organizație specială, deoarece era plasată sub autoritatea imediată a ministrului poliției (Zabtiye Naziri), care aici juca un rol echivalent cu cel al guvernatorul valiului din alte vilaiete.
Includea Stambulul (orașul interior, cunoscut în turcă drept Istanbul) și cartierele Eyüp⁠(d), Kassim Pașa, Pera și Galata, precum și toate suburbiile de la Silivri pe Marea Marmara până la Marea Neagră pe partea europeană și de la Ghili la Marea Neagră până la capătul Golfului İzmit⁠(d) pe partea asiatică.
În 1878, a fost înființată o structură provincială, cu un valiu și ofițeri provinciali, pentru a îndeplini în Constantinopol aceleași funcții pe care le îndeplineau autoritățile provinciale în alte părți ale Imperiului.

## Subdiviziuni administrative
Sangeacuri și kazale, în 1877:
- Sangeacul Stambul: kazalele Fatih-Sultan-Mehmet, Eyüp⁠(d), Kartal, Insulele Principilor
- Sangeacul Pera: kazalele Galata, Yeniköy⁠(d).
- Sangeacul Scutari⁠(d): kazaua Beykoz⁠(d).
- Sangeacul Büyükçekmece, kazaua Çatalca.

## Demografie
Grupuri etnice în vilaietul Constantinopol
     Musulmani (62%)
     Ortodocși (23%)
     Armeni apostolici (9%)
     Evrei (6%)
| Populația vilaietului Istanbul la 1914                                                                                   |           |       |                 |       |        |       |        |       |       |      |         |
| Kaza | Musulmani | %     | Ortodocși greci | %     | Armeni | %     | Evrei  | %     | Alții | %    | Total   |
| Fatih (oraș) | 279.056   | 72,1% | 64.287          | 16,6% | 28.095 | 7,3%  | 13.441 | 3,5%  | 2013  | 0,5% | 386.892 |
| Bakırköy | 28.967    | 61,8% | 11.221          | 23,9% | 5954   | 12,7% | 364    | 0,8%  | 390   | 0,8% | 46.896  |
| Adalar | 1586      | 14,3% | 8725            | 78,7% | 652    | 5,9%  | 79     | 0,7%  | 45    | 0,4% | 11.087  |
| Beyoğlu | 117.267   | 44,9% | 75.971          | 29,1% | 30.642 | 11,7% | 31.080 | 11,9% | 6135  | 2,4% | 261.095 |
| Üsküdar | 70.447    | 63,1% | 19.832          | 17,8% | 13.949 | 12,5% | 6836   | 6,1%  | 579   | 0,5% | 111.643 |
| Gebze | 26.220    | 81,6% | 5856            | 18,2% | 47     | 0,2%  | 0      | 0%    | 21    | 0,1% | 32.144  |
| Kartal | 8257      | 45,0% | 6862            | 37,4% | 3216   | 17,5% | 13     | 0,1%  | 0     | 0%   | 18.348  |
| Beykoz | 14.466    | 77%   | 3708            | 19,7% | 325    | 1,7%  | 292    | 1,6%  | 1     | 0%   | 18.792  |
| Şile | 14.168    | 61,4% | 8913            | 38,6% | 0      | 0%    | 0      | 0%    | 0     | 0%   | 23.081  |
| Total | 560.434   | 61,6% | 205.375         | 22,6% | 82.880 | 9,1%  | 52.126 | 5,7%  | 9163  | 1%   | 909.978 |
| Armeni: 72.962 gregorieni și 9918 catolici. Provincia avea o populație totală de 1213 protestanți și 387 greco-catolici. |           |       |                 |       |        |       |        |       |       |      |         |